# ليفيا فيرانيز
ليفيا فيرانيز مواليد 14 سبتمبر 1993، هي لاعبة كرة يد كوبية تلعب كجناح أيسر. مثلت منتخب كوبا لكرة اليد للسيدات.

## سجل المنافسة
شاركت في البطولات التالية:
- بطولة العالم لكرة اليد للسيدات 2015